# Walk the Walk
Pour plus de détails, voir Fiche technique et Distribution.
Walk the Walk est un film français réalisé par Robert Kramer, sorti en 1996.

## Fiche technique
- Titre français : Walk the Walk
- Réalisation : Robert Kramer
- Scénario : Robert Kramer
- Pays de production :  France
- Format : couleurs - 35 mm
- Genre : drame
- Durée : 115 minutes
- Date de sortie :
  - France : 20 novembre 1996

## Distribution
- Jacques Martial : Abel
- Laure Duthilleul : Nellie
- Betsabée Haas : Raye
- Eliane Boisgard : la grand-mère
- Jacqueline Bronner : la guérisseuse
- Jean-Quentin Châtelain : l'homme au couteau
- Aline Pailler : la membre du parlement
- Benjamin Ritter : le biologiste
- Silvia Gautschi : la travailleuse des rues
- Natacha Batrak : la serveuse
- Ivan Volev : le garçon